# Kraljevi paviljon, Brighton
Kraljevi paviljon (Royal Pavilion), znan tudi kot Brightonov paviljon, je nekdanja kraljeva rezidenca v Brightonu v Angliji. V začetku leta 1787 je bil zgrajen v treh stopnjah kot obmorski umik za Jurija, valižanskega princa, ki je leta 1811 postal princ regent. Zgrajen je v indijsko-saracenskem slogu, razširjenem v Indiji v 19. stoletju. Sedanji videz paviljona s kupolami in minareti je delo arhitekta Johna Nasha, ki je povečal zgradbo v začetku leta 1815. 

## Zgodovina
Valižanski princ, ki je nato postal kralj Jurij IV. Britanski, je prvič obiskal Brighton leta 1783, ko je bil star 21 let. Obmorsko mestece je postalo modno zaradi prebivališča Jurijevega strica, princa Henrika, vojvode Cumberlandskega, katerega okus za hrano, igre na srečo, gledališče in hitro življenje je pritegnil mladega princa, ter je z njim živel v Brightonu v Grove House. Poleg tega je valižanskemu princu zdravnik svetoval življenje v morskem okolju, saj naj bi koristilo proti protinu. Ob finančni preiskavi parlamenta zaradi potratnosti pri gradnji graščine Carlton House v Londonu leta 1786 je princ najel do tedaj skromno kmetijo s pogledom na Steine, travnato površino Brightona, ki se je uporabljala kot promenada za obiskovalce. Zaradi oddaljenosti od kraljevega dvora v Londonu je bil paviljon diskretno mesto za prinčev užitek, povezan z njegovo dolgoletno spremljevalko Mario Fitzherbert. Princ se je želel poročiti z njo v tajnosti, saj ji je katoliška vera prepovedovala poroko z njim v skladu z zakonom o kraljevskih porokah (Royal Marriages Act, 1772).
Leta 1787 je princ naročil oblikovalcu graščine Carlton House Henryju Hollandu, naj poveča obstoječo zgradbo. Eno krilo je postalo Morski paviljon (Marine pavilion), prislonjen na osrednjo rotundo, s tremi glavnimi sobami: zajtrkovalnico, jedilnico in knjižnico, opremljene so bile v Hollandovem francoskem neoklasicističnem slogu z dekorativnimi poslikavami  Biagia Rebecce. Leta 1801 in 1802 je bil paviljon razširjen z novo jedilnico in zimskim vrtom po projektu Petra Fredericka Robinsona, ki je delal v Hollandovi pisarni. Princ je kupil tudi zemljišče okoli posesti, na katerem je leta 1803 in 1802 zgradil veliko šolo jahanja in hleve v indijskem slogu po projektu, ki ga je zasnoval William Porden. To je bil prostor za 60 konj in je zasenčil Morski paviljon. 
Med letoma 1815 in 1822 je oblikovalec John Nash prenovil in močno razširil paviljon in to njegovo delo je še danes vidno. Palača je presenetljiva, stoji sredi Brightona, z indijsko-islamsko zunanjostjo je enkratna. Sanjava notranja oprema predvsem Fredericka Craca in malo znanega dekorativnega slikarja Roberta Jonesa je močno vplivala na kitajsko in indijsko modo (z mogulskimi in islamskimi arhitekturnimi elementi). Je odličen primer eksotike, ki je bila alternativa bolj klasicističnemu večinskemu okusu v slogu regentske arhitekture.

## Prodaja
Po smrti Jurija IV. leta 1830 je njegov naslednik kralj Viljem IV. Britanski ostajal v paviljonu ob svojih pogostih obiskih Brightona. Kraljica Viktorija ni marala Brightona in pomanjkanja zasebnosti v paviljonu. Brighton je namreč postal dostopen Londončanom po uvedbi železnice leta 1841 in se je povečala njegova  priljubljenost. Poleg tega je bil paviljon premajhen za njeno veliko družino. Znano je, da kraljica Viktorija ni marala nenehne pozornosti, ki je je bila deležna v Brightonu. Rekla je, da so "ljudje tukaj zelo indiskretni in problematični". 
Kupila je posestvo in zemljišča Osborne House na otoku Wight, ki je postalo poletni dom kraljeve družine. Po svojem zadnjem obisku v Brightonu leta 1845 je vlada načrtovala prodajo zgradbe in zemljišča. Pooblaščenci Brightona in cerkveni odbor so uspešno posredovali pri vladi, tako da je leta 1850 prodala paviljon mestu za 53.000 £.  Prodaja je pomagala skladu za opremljanje Osborne House.
Leta 1860 so bili sosednji kraljevi hlevi spremenjeni v koncertno dvorano, ki je zdaj znana kot Brighton Dome. Mesto uporablja zgradbo kot sejno sobo. Mnogo izvirnih delov in inventarja je bilo odstranjeno po naročilu kraljevega gospodinjstva med prodajo, končali so v Buckinghamski palači ali Windsorskem gradu. V poznih 1860 je kraljica Viktorija vrnila v Brighton veliko neporabljene opreme. Jurij V. in kraljica Mary sta vrnila več pohištva po prvi svetovni vojni.
Od konca druge svetovne vojne je občina Brighton vložila veliko časa, truda in denarja za obnovo paviljona, da bi ga vrnila v obdobje kralja Jurija IV. Mesto je v 1950-ih spodbujalo stalno izposojo več kot 100 kosov pohištva  britanske kraljice Elizabete II., ki se je lotila obsežnega programa obnove prostorov in ustvarjanja replik nekaterih izvirnih predmetov in občasno kosov pohištva.

## Prva svetovna vojna
Med prvo svetovno vojno so bili paviljon in drugi deli v Brightonu preoblikovani v vojaško bolnišnico. Od decembra 1914 do januarja 1916 so bili bolni in ranjeni vojaki indijske vojske obravnavani v nekdanji palači. Paviljonska bolnišnica je obsegala tudi sosednjo stolnico in Borzo žita; te zgradbe so bile v preteklosti del velikega kompleksa, povezanega s prebivališčem.
Paviljonska bolnišnica je imela dve operacijski dvorani in več kot 720 postelj. V bolnišnici je bilo zdravljenih več kot 2300 moških. Poskrbeli so za različne bolnike glede na vero in kulturne potrebe. Devet različnih kuhinj je bilo v bolnišnici, tako da se je kuhala hrana za razne kaste vojakov in sodelavcev. Muslimani so imeli prostor na vzhodnem območju, da so molili obrnjeni proti Meki, medtem ko so imeli sikhi gurdvaro v šotoru. 
Imperialna vlada je prikazovala paviljon kot prostor, v katerem so se ranjeni rojaki iz Indije dobro zdravili. Država je izdala serijo fotografij z bleščečimi sobami, preoblikovanimi v bolnišnične oddelke (po drugi strani pa je nekaj slik kazalo lokalno sirotišnico, preimenovano v indijsko bolnišnico Kitchener, ki je bila spremenjena v hišo za večino ranjenih vojakov. Zdaj je znana kot Brighton General Hospital).  Vojaki so obiskali lorda Kitchenerja  julija 1915 in kralja Jurija V. avgusta istega leta, ko je predstavil več vojakov z vojaškimi častmi.
Indijska bolnišnica je bila zaprta ob koncu januarja 1916. Večina indijske vojske je bila umaknjena z zahodne fronte in prerazporejena na Bližnji vzhod.
Paviljon so ponovno odprli kot bolnišnico aprila 1916. Postala je bolnišnica za invalide, britanske vojake, ki so izgubili roke in noge, po navadi zaradi amputacije. Poleg zdravljenja fizičnih potreb je bil velik poudarek na rehabilitaciji, njihovem usposabljanju v spretnostih in poklicih. Paviljon je kot bolnišnica deloval vse do poletja 1920, ko je bila zgradba vrnjena združbi Brighton.

## Turizem
Kraljevi paviljon, ki ga je mesto Brighton kupilo od kraljice Viktorije, je zaznamoval začetke mesta kot turističnega cilja. Paviljon je bil spremenjen iz zasebnega prebivališča v javno privlačno stavbo pod civilno upravo. Danes ga obišče okoli 400.000 ljudi letno. 

### Prizorišče porok
Kraljevi paviljon je tudi prizorišče porok. 29. marca 2014 je gostil prve uradne istospolne poroke v Združenem kraljestvu po uvedbi zakona leta 2013 (2013 Same Sex Couples Act). 